# Eddie Higgins
 (décembre 2024).
Pour les articles homonymes, voir Higgins.
Edward Haydn Higgins (21 février 1932 -  31 août 2009) est un  pianiste de jazz, compositeur et orchestrateur.

## Biographie
Né et élevé à Cambridge, Massachusetts, Higgins étudie d'abord en privé avec sa mère. Il commence sa carrière professionnelle à Chicago, Illinois, tout en étudiant à la Northwestern University School of Music. Pianiste élégant et sophistiqué, son approche harmonique encyclopédique et la vaste étendue de son répertoire font de lui l'un des pianistes de jazz les plus distinctifs venus de Chicago, gagnant le respect des musiciens locaux et de passage pour sa maîtrise reconnue de l'instrument. Higgins a également la capacité inhabituelle d'avoir un son très convaincant dans de nombreux genres musicaux, qu'il joue du swing traditionnel, un bebop enlevé ou des ballades méditatives, rendant le ton et la saveur stylistique de chaque style, aussi bien en tant que soliste qu'en tant que sideman.
Pendant plus de deux décennies Higgins travaille dans quelques-uns des clubs de jazz les plus prestigieux de Chicago, incluant le Brass Rail, le Preview Lounge, le Blue Note, le Cloister Inn and Jazz Ltd. Son mandat le plus long et le plus mémorable fut à la London House, depuis longtemps disparue, où il mena son trio de jazz de la fin des années 1950 à la fin des années 1960, jouant en face des plus grandes stars du jazz de cette période, incluant Cannonball Adderley, Bill Evans, Errol Garner, Stan Getz, Dizzy Gillespie, Oscar Peterson et George Shearing, entre autres. Le temps que passa Eddie au London House Restaurant fut avec deux des meilleurs sidemen que Chicago ait produit, le bassiste Richard Evans et le batteur Marshall Thompson. Thompson était un batteur à l'articulation très prononcée et un enseignant aussi bien que l'auteur d'enregistrements. Un évènement particulièrement notable qui se déroula à la London House fur Richard Evans présentant le batteur Maurice White au pianiste de jazz Ramsey Lewis. Après ce passage avec Ramsey, Maurice partit former le célèbre groupe Earth, Wind & Fire. À l'époque de cette présentation, Maurice était un batteur de studio pour Chess Records. Eddie travailla aussi pour Chess record comme producteur.
Pendant son séjour à Chicago, Higgins enregistre également un grand nombre d'albums sous son nom et beaucoup d'autres comme sideman avec une grande variété de musiciens de tous styles, des saxophonistes tenor Coleman Hawkins à Wayne Shorter; des trompettistes Bobby Lewis à Freddie Hubbard, et des trombonistes Jack Teagarden à Al Grey. Sa polyvalence fut enregistrée sur scène et sur disques, accompagnant des chanteurs et menant ses propres projets comme pianiste et comme orchestrateur, travaillant dans tous les styles de jazz du dixieland au jazz modal.
En 1970, Higgins part pour Fort Lauderdale en Floride, commençant à y passer ses hivers et partant les étés pour Cape Cod, où il joue dans les clubs locaux. À partir du début des années 1980, il voyage beaucoup suivant le circuit des festivals de jazz, se produisant régulièrement en Europe et au Japon. 
Ses enregistrements pour le label japonais Venus le placèrent en tête des ventes de jazz pour plus d'un album.
En 1988, Higgins et la chanteuse et pianiste de jazz Meredith D'Ambrosio se marient et deviennent un groupe populaire dans les clubs et les festivals, autant que leurs enregistrements pour Sunnyside Records.
En 2009, ses dates de concerts au Japon et en Corée sont annulées pour cause de longue maladie. Higgins décède à Fort Lauderdale d'un cancer du pancréas à l'âge de 77 ans.

## Discographie

### Comme leader
- 1986: By Request (Solo Art) avec Milton Hinton, Bobby Rosengarden
- 1990: Those Quiet Days (Sunnyside) avec Kevin Eubanks, Rufus Reid
- 1994: Zoot's Hymns (Sunnyside) avec John Doughten, Phil Flanigan, Danny Burger
- 1996: Portrait in Black and White (Sunnyside) avec Don Wilner (cb), James Martin (batterie)
- 1997: Haunted Heart (Sunnyside) avec Ray Drummond, Ben Riley
- 1998: Speaking of Jobim (Sunnyside) avec Jay Leonhart, Terry Clarke
- 1999: Time On My Hands (Arbors Records) solo

### Comme sideman
- 1958 : Sandy Mosse : Relaxin' With Sandy Mosse, Argo Records LP 639
- 1959 : Cy Touff Quintet : Touff Assignment, Argo Records LP 641
- Avec Lee Morgan :
  - Expoobident (1960)
- Avec Sonny Stitt :
  - Sonny's Last Recordings (Kingdom Jazz, 1981)
  - Sonny, Sweets & Jaws (Baystate)
- Avec Wayne Shorter :
  - Wayning Moments (Vee Jay, 1962)

Autres :
- Meredith D'Ambrosio: Love Is Not A Game (Sunnyside, 1990); Shadowland (Sunnyside, 1992); Because Of Spring (Sunnyside, 1994)
- Chuck Hedges Just For Fun (Arbors Records)
- George Masso: The Wonderful World of George Gershwin (Nagel-Heyer, 1992)